# Eyob Faniel
Eyob Ghebrehiwet Faniel (Asmara, 26 novembre 1992) è un maratoneta e mezzofondista italiano, ex detentore del record nazionale della maratona.

## Biografia
Eyob Faniel è nato in Eritrea, ma vive in Italia dal febbraio 2004 quando, insieme alla famiglia, ha raggiunto il papà che vi si era trasferito nel 1998. Nel 2015 ha ottenuto la cittadinanza italiana. Ha fatto il debutto in azzurro nel 2017 nella Coppa Europa dei 10000 metri a Minsk. Ha vinto la maratona di Venezia in 2h12'16" quando correva nel Venicemarathon Club.
Ha partecipato ai Mondiali di mezza maratona nel marzo 2018, a Valencia, concludendo 37º in 1h02'37". Nel giugno 2018 è passato alle Fiamme Oro. Il 28 aprile 2019 a Padova fa registrare sulla stessa distanza il 5º tempo italiano di sempre (italiano più veloce dal 2002), arrivando in seconda posizione con il nuovo personale di 1h00'53".
Il 31 dicembre 2019 chiude l'anno con la vittoria sui 10 km della BOclassic di Bolzano col tempo di 28'21", primo italiano a vincere la gara dopo 31 anni.
Il 23 febbraio 2020, alla maratona di Siviglia, ha realizzato il nuovo record italiano nella maratona correndo i 42,195 chilometri in 2h07'19", migliorando di tre secondi il primato che apparteneva a Stefano Baldini dal 23 aprile 2006. Il record è stato poi battuto tre anni dopo (di tre secondi) da Iliass Aouani, durante la maratona di Barcellona.
Il 28 febbraio 2021, nella prima edizione della Tuscany Camp Half Marathon di Ampugnano (SI), stabilisce col tempo di 1h00'07" il record italiano della mezza maratona togliendolo a Rachid Berradi, che l'aveva stabilito vincendo la Stramilano agonistica del 13 aprile 2002.
Il 7 novembre 2021 è giunto terzo alla maratona di New York.

## Progressione

### Mezza maratona
| Stagione | Tempo    | Luogo        | Data       | Rank. Mond. |
| -------- | -------- | ------------ | ---------- | ----------- |
| 2021     | 1h00'07" | Siena        | 28-2-2021  |             |
| 2020     | 1h00'53" | Gdynia       | 17-10-2020 | 81º         |
| 2019     | 1h00'53" | Padova       | 28-4-2019  | 93º         |
| 2018     | 1h02'27" | Praga        | 7-4-2018   |             |
| 2017     | 1h03'09" | Praga        | 1-4-2017   |             |
| 2016     | 1h04'35" | Fucecchio    | 6-3-2016   |             |
| 2015     | 1h04'14" | Telese Terme | 4-10-2015  |             |
| 2014     | 1h04'43" | Cittadella   | 28-12-2014 |             |

### Maratona
| Stagione | Tempo    | Luogo    | Data       | Rank. Mond. |
| -------- | -------- | -------- | ---------- | ----------- |
| 2023     | 2h07'53" | Osaka    | 26-2-2023  |             |
| 2021     | 2h09'52" | New York | 7-11-2021  |             |
| 2020     | 2h07'19" | Siviglia | 23-2-2020  | 53º         |
| 2019     | 2h13'57" | Doha     | 5-10-2019  |             |
| 2018     | 2h12'43" | Berlino  | 12-8-2018  |             |
| 2017     | 2h12'16" | Venezia  | 22-10-2017 |             |
| 2016     | 2h15'39" | Firenze  | 27-11-2016 |             |

## Palmarès
| Anno | Manifestazione          | Sede      | Evento         | Risultato | Prestazione | Note                                     |
| ---- | ----------------------- | --------- | -------------- | --------- | ----------- | ---------------------------------------- |
| 2018 | Giochi del Mediterraneo | Tarragona | Mezza maratona | Argento   | 1h04'07"    |                                          |
| 2018 | Europei                 | Berlino   | Maratona       | 5º        | 2h12'43"    |                                          |
| 2018 | Europei                 | Berlino   | A squadre      | Oro       | 6h40'48"    |                                          |
| 2019 | Mondiali                | Doha      | Maratona       | 15º       | 2h13'57"    | Miglior prestazione personale stagionale |
| 2021 | Giochi olimpici         | Tokyo     | Maratona       | 20º       | 2h15'11"    | Miglior prestazione personale stagionale |
| 2023 | Mondiali                | Budapest  | Maratona       | dnf       | dnf         |                                          |
| 2024 | Europei                 | Roma      | Mezza maratona | 8º        | 1h01'29"    | Miglior prestazione personale stagionale |
| 2024 | Europei                 | Roma      | A squadre      | Oro       | 3h03'33"    |                                          |
| 2024 | Giochi olimpici         | Parigi    | Maratona       | 43º       | 2h12'50"    |                                          |

## Campionati nazionali
2011
- 13º ai campionati italiani juniores, 5000 m piani - 15'36"86
- 13º ai campionati italiani juniores, 3000 m siepi - 9'53"60

2013
- 8º ai campionati italiani promesse, 5000 m piani - 15'29"67

2014
- 8º ai campionati italiani assoluti, 1500 m piani - 3'53"27
- 7º ai campionati italiani promesse, 5000 m piani - 1451"67

2015
- Bronzo ai campionati italiani assoluti, 10000 m piani - 29'27"86
- 6º ai campionati italiani di maratonina - 1h04'14"

2016
- 7º ai campionati italiani assoluti, 5000 m piani - 14'19"69

2017
- Bronzo ai campionati italiani assoluti, 10000 m piani - 29'04"55
- 5º ai campionati italiani di corsa su strada, 10 km - 28'54"

## Altre competizioni internazionali
2015
- 14º alla Stramilano ( Milano) - 1h07'09"

2016
- Bronzo alla Maratona di Firenze ( Firenze) - 2h15'39"

2017
- 12º in Coppa Europa dei 10000 metri ( Minsk) - 29'50"24
- Oro alla Maratona di Venezia ( Venezia) - 2h12'16"
- 9º alla Stramilano ( Milano) - 1h04'04"

2018
- Oro in Coppa Europa di maratona ( Berlino), maratona - 6h40'48"
- 4º alla Mezza maratona di Parigi ( Parigi) - 1h02'50"

2019
- 6º alla Great North Run ( Newcastle upon Tyne) - 1h01'25"
- Oro alla BOclassic ( Bolzano) - 28'21"[2]
- Argento alla Great Manchester Run ( Manchester) - 28'24"

2020
- 7º alla Maratona di Siviglia ( Siviglia) - 2h07'19"
- Oro alla Mezza maratona di Siviglia ( Siviglia) - 1h00'44"
- Argento alla San Silvestre Vallecana ( Madrid) - 28'08"

2021
- Bronzo alla Maratona di New York ( New York) - 2h09'52"
- 4º al Campaccio ( San Giorgio su Legnano) - 29'53"

2022
- 8º alla Roma-Ostia ( Roma) - 1h00'36"
- 6º al Campaccio ( San Giorgio su Legnano) - 29'15"

2023
- 5º in Coppa Europa dei 10000 metri ( Pacé) - 28'19"01
- Argento a squadre in Coppa Europa dei 10000 metri ( Pacé) - 1h25'10"56
- 14º alla Maratona di Osaka ( Osaka) - 2h07'53"
- Oro alla Great Manchester Run ( Manchester) - 28'27"

2024
- 7º alla Maratona di Siviglia ( Siviglia) - 2h07'09"
- 10º alla Mezza maratona di Lisbona ( Lisbona) - 1h02'26"
- 5º al Giro al Sas ( Trento) - 28'51"